# أغوستين غاينثا
أغوستين غاينثا (بالإسبانية: Piru Gaínza) (مواليد 28 مايو 1922) هو لاعب كرة قدم. يلعب مع منتخب إسبانيا لكرة القدم. سبق له أن لعب في كأس العالم لكرة القدم مع منتخب بلاده.

## روابط خارجية
- أغوستين غاينثا على موقع الاتحاد الدولي (مؤرشف)  (الإنجليزية)
- أغوستين غاينثا على موقع الاتحاد الأوربي (الإنجليزية)
- أغوستين غاينثا على موقع قاعدة بيانات كرة القدم.إي يو (الإنجليزية)
- أغوستين غاينثا على موقع ناشيونال فوتبول تيمز (الإنجليزية)